# Erik Morán Arribas
Erik Morán Arribas (Portugalete, 25 de maig de 1991) és un futbolista professional basc que juga en la demarcació de migcampista al FC Andorra.

## Carrera de club
Morán va ingressar al planter de l'Athletic Club el 2004, a 13 anys. El 28 de novembre de 2012 va debutar amb el primer equip, com a titular, en una victòria per 0-2 a fora contra l'Hapoel Ironi Kiryat Shmona FC a la Lliga Europa de la UEFA 2012–13; el 14 d'abril de l'any següent va jugar el seu primer partit a La Liga, entrant al minut 80 en lloc d'Iker Muniain en una derrota per 0–3 a casa contra el Reial Madrid CF.
Morán fou promocionat al primer equip de l'Athletic l'agost de 2013, va signar una ampliació de contracte fins al 2016 i se li va assignar el dorsal número 5. El 29 de gener de 2015, després d'haver jugat poc durant la temporada, fou cedit fins al juny al CD Leganés de Segona Divisió.
El 23 de juliol de 2015, Morán va marxar cedit al Reial Saragossa per un any. L'1 de juliol de l'any següent va signar contracte per dos anys amb el club, després que l'Athletic va decidir no recuperar-lo després de la cessió.
El 31 de gener de 2017, Morán va retornar al Leganés, llavors a la primera divisió, després d'un acord amb el Saragossa. Gairebé un any després, novament en el mercat d'hivern, va signar contracte per tres anys i mig amb l'AEK Atenes FC de la Superlliga Grega a canvi de 130,000 € i una clàusula de recompra del 10%; el fitxatge va ser a causa de la seriosa lesió de Jakob Johansson. Va marxar el desembre de 2019.
Morán va tornar a Espanya el gener de 2020, signant un contracte a curt termini amb el CD Numància a segona divisió. El 28 d'agost, després de descendir de la segona divisió, es va incorporar a la SD Ponferradina de la mateixa lliga.
El 4 de juliol de 2023, després del descens de la Ponferradina de segona divisió Morán va fitxar per la SD Amorebieta també a la segona divisió. Va baixar a la Primera Federació l'estiu del 2024, amb un contracte amb el FC Andorra.

## Palmarès
AEK Atenes
- Superlliga Grega: 2017–18